# Karlstads Mekaniska Werkstad
För andra betydelser, se KMW (olika betydelser).

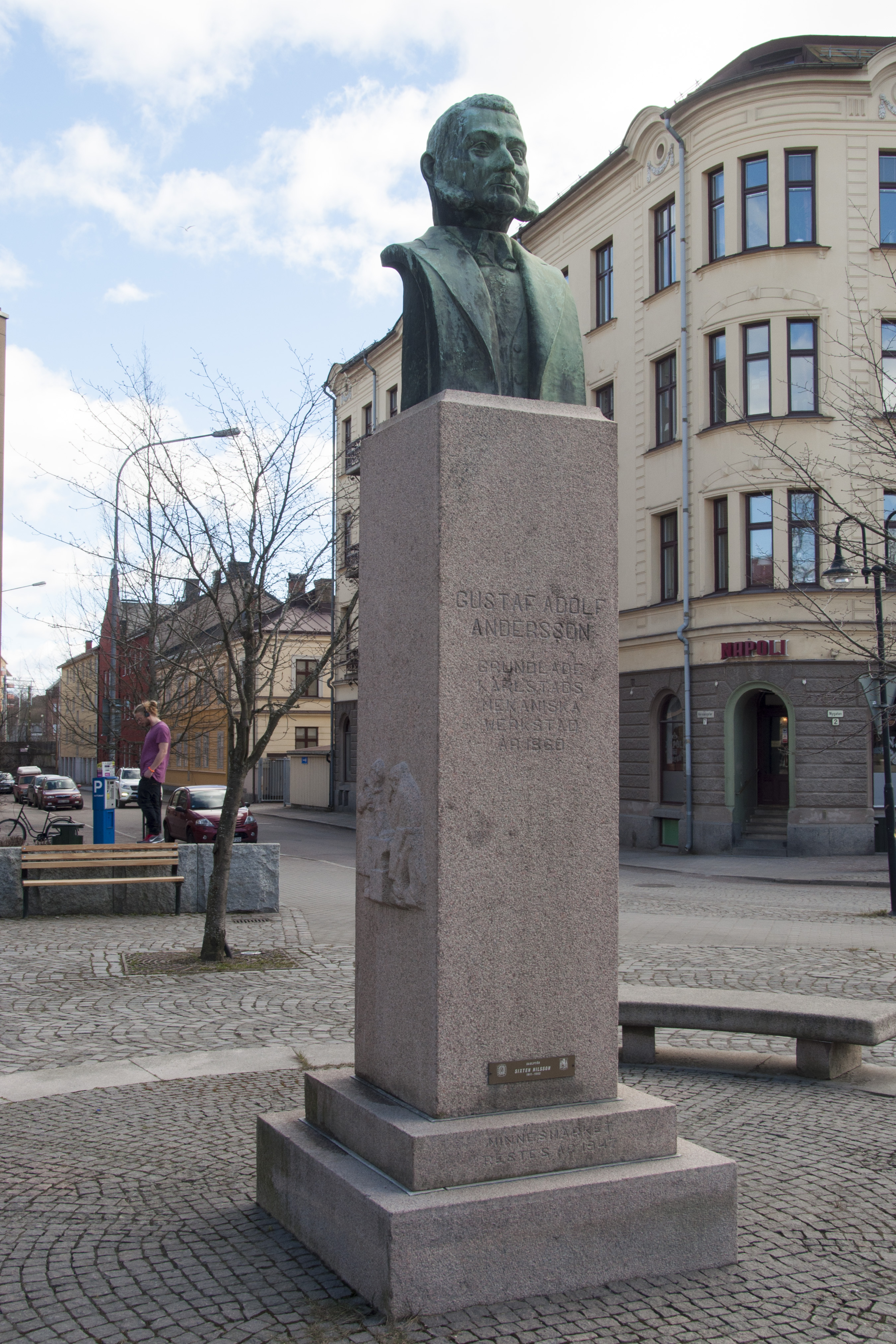
KMW:s grundare Gustaf Adolf Andersson

AB Karlstads Mekaniska Werkstad, KMW, var ett verkstadsföretag som grundades 1860 i Karlstad av Gustaf Adolf Andersson. Från början tillverkades gjutgods och mindre maskiner. Efter stadsbranden i Karlstad 1865 fick verkstaden ett uppsving då företaget fick i uppgift att tillverka nya klockor till Karlstads domkyrka då de gamla hade förstörts i branden, verkstaden klarade sig från branden tack vare att den låg på andra sidan om Pråmkanalen. 1873 ombildades verkstaden till aktiebolag, därefter utökades tillverkningen med bland annat ångpannor, lantbruksmaskiner och järnvägsmateriel. Från och med 1880-talet tillverkades utrustning för cellulosa- och pappersindustrin, bland annat massakokare och pappersmaskiner.
Från 1899 tillverkades vattenturbiner och från mellankrigstiden även fartygspropellrar (KaMeWa-propellrar) i verkstaden i Kristinehamn. Dessa var propellrar med vridbara propellerblad. Svenska marinen använde dessa i många fartygstyper ända fram till 1980-talet. Fördelen med konstruktionen är att exempelvis en minsvepare som bogserar tungt släpande minsvep kan bibehålla ett idealiskt varvtal och reglera farten genom att minska eller öka propellerbladens stigning. Efter övertagandet av Kristinehamns Mekaniska Werkstad 1897 hade KMW tillverkning i både Karlstad och Kristinehamn. 1902 flyttades produktionen av regulatorer, vattenturbiner samt tubledningar till verkstaden i Kristinehamn.
Senare tillkom även tillverkning av fartygspropellrar i Kristinehamn (KaMeWa-propellrar). Dessa blev revolutionerande för bl.a. mindre minsvepare och gasturbindrivna torpedbåtar genom hydrauliskt manövrerbara propellerblad.
Verksamheten gick bra fram till första världskriget, med export till länder som Norge, Finland, England, Japan, Ryssland, Korea, Indien och Frankrike.
År 1920 bildade KMW Kamyr AB tillsammans med Myrens Verksted i Oslo. Bolaget blev världsledande på produktionsanläggningar för kontinuerlig blekning av papper och senare för kontinuerlig kokning av pappersmassa. Denna satsning byggdes upp helt på ingenjör Johan Richters uppfinningar - han fick närmare 800 patent. Bolaget är ännu denna dag - och under nytt ägarskap - dominerande i världen.
Under mellankrigstiden exporterades kompletta pappersbruk och soda-sulfitfabriker till bland annat Frankrike, Grekland, Tjeckoslovakien och USA. Samtidigt tillverkades vattenturbiner för nya vattenkraftverk i främst Sverige och Ryssland. Både 1932 och 1933 tillverkade Karlstads Mekaniska Werkstad de dåvarande tyngsta löphjulen för Kaplanturbiner i världen.
Efter andra världskriget gick det rykten om att verkstaden skulle flytta från Karlstad på grund av problem att expandera då Herrhagen växt med bostäder för de anställda som 1949 uppgick till 1 200 personer. Karlstads kommun erbjöd då mark på Lamberget dit företaget flyttade själva tillverkningen 1949. Kvar i de gamla lokalerna var dels kontor och dels lager.
Mellan 1936 och 1986 ingick KMW i Johnsonkoncernen. Tillverkningen av utrustning för pappersindustrin övertogs 1986 av Valmet och tillverkningen av propellrar övertogs samtidigt av Vickers. Konstruktion och tillverkning av vattenturbiner såldes till Kvaerner Brug i Norge och ett svenskt bolag för tillverkning av vattenturbiner bildades under namnet Kvaerner Turbin AB lokaliserat i Kristinehamn. Propellrar och så kallade "propulsion" (vattenjet) utvecklas och tillverkas nu under Rolls-Royce ägarskap.